# Mylodontidae
Mylodontidae är en utdöd familj av sengångare som uppkom troligen under oligocen (23 miljoner år sedan) och som dog ut under tidig holocen (cirka 11 000 år sedan). Familjen räknas tillsammans med familjerna Megatheriidae, Nothrotheriidae, Orophodontidae och Scelidotheriidae till jättesengångarna men denna beteckning syftar bara på ytliga kännetecken. De är inte närmare släkt med varandra än med nulevande mindre sengångare av familjerna tvåtåiga och tretåiga sengångare. Fylogenetiska studier tyder på att Mylodontidae är närmast släkt med de tvåtåiga sengångarna.
Kvarlevor av familjen hittades bara i Nord- och Sydamerika.
Fossil av Mylodontidae hittades i samma grottor som efterlämningar av tidiga människor och därför är det möjligt att våra förfäder fångade unga jättesengångare för att hålla de i invägningar tills de var tillräcklig stora för slakt. Undersökningar med kol-14-metoden fann dok inga bevis att människor och jättesengångare levde i samma grotta samtidig.
Familjens inre systematik är omstridd. Ibland räknas familjen Scelidotheriidae som underfamilj till Mylodontidae.